# Sannum
Sannum är en by i Starrkärrs socken i Ale kommun i Västra Götalands län. Orten definierades av SCB fram till och med 2005 en småort i Ale kommun, men miste den statusen 2010 när folkmängden hade sjunkit under 50 personer. Från 2015 klassas den återigen som småort.